# Dystrykt Nushki
Dystrykt Nushki (urdu: ضلع نوشکی) – dystrykt w południowo-zachodnim Pakistanie w prowincji Beludżystan. Siedzibą administracyjną dystryktu jest Nushki.
Dystrykt został wydzielony z dystryktu Chagai.